# Mahkum
Mahkum ist eine türkische Dramaserie, die vom 14. Dezember 2021 bis zum 29. Oktober 2022 auf FOX Türkiye ausgestrahlt wurde. Die Serie besteht aus zwei Staffeln mit insgesamt 31 Episoden und ist eine Adaption der südkoreanischen Serie Innocent Defendant aus dem Jahr 2017.

## Inhalt
Die Serie folgt dem erfolgreichen Staatsanwalt Fırat Bulut, der eines Morgens in einer Gefängniszelle aufwacht, ohne Erinnerung daran, wie er dorthin gelangt ist. Er wird beschuldigt, seine Frau und Tochter ermordet zu haben, und kämpft darum, seine Unschuld zu beweisen und seine Erinnerung zurückzugewinnen.
Parallel dazu wird die Geschichte der Zwillingsbrüder Barış und Savaş Yesari erzählt. Savaş, der als psychisch instabil gilt, ermordet seinen Bruder Barış und übernimmt dessen Identität. Barış' Ehefrau Büge erkennt den Identitätswechsel, schweigt jedoch aus Angst um ihren Sohn.

## Produktion
Die Serie wurde von MF Yapım produziert, wobei Volkan Kocatürk die Regie in der ersten Staffel und Özgür Sevimli in der zweiten Staffel übernahm. Das Drehbuch stammt von Uğraş Güneş.
Die Dreharbeiten fanden in Istanbul statt. Die erste Staffel wurde vom 14. Dezember 2021 bis zum 2. Juni 2022 ausgestrahlt, die zweite Staffel folgte vom 15. September bis zum 29. Oktober 2022.